# Talita Younan
Talita Daniel Gonçalves, mais conhecida como Talita Younan (Presidente Prudente, 20 de agosto de 1992), é uma atriz brasileira.

## Biografia
Talita contracenou com Leão Lobo na peça O Mambembe, e trabalhou em alguns comerciais de publicidade, Em 2013, fez algumas pequenas participações na novela Chiquititas do SBT e também em Malhação da Rede Globo. Em 2015 assinou com a RecordTV, para fazer parte do elenco de Os Dez Mandamentos. Em 2017, estreou na Rede Globo, onde interpretou a K1 (Katharine) em Malhação: Viva a Diferença. Inicialmente a personagem era uma "periguete", ora engraçada, ora má. Porém após sofrer assédio por parte do padrasto e denunciá-lo, K1 acabou mudando o seu comportamento e se tornou uma pessoa melhor. Após o sucesso da personagem anterior em 2018, Talita estreou na novela O Tempo Não Para como a jovem Vera Lucia.
Em 2020, foi escalada para protagonizar Gênesis, novela que marcaria seu retorno a RecordTV. Porém, a atriz teve de ser substituída por Pâmela Tomé após ficar grávida. 

## Filmografia

### Televisão
| Ano  | Título                        | Personagem                      | Notas                      |
| ---- | ----------------------------- | ------------------------------- | -------------------------- |
| 2013 | Chiquititas                   | Talita                          |                            |
| 2015 | Os Dez Mandamentos            | Damarina                        |                            |
| 2017 | Malhação: Viva a Diferença    | Katharine Xavier (K1)           |                            |
| 2018 | O Tempo Não Para              | Vera Lúcia Ribeiro              |                            |
| 2023 | As Aventuras de José e Durval | Jalmira Ferreira                |                            |
| 2023 | Compro Likes                  | Nina                            | Episódio: "#WagnerOficial" |
| 2023 | Fuzuê                         | Selena Furtado (Selena Chicote) |                            |
| 2024 | O Jogo que Mudou a História   | Lilian                          |                            |

### Cinema
| Ano  | Título                       | Personagem       |
| ---- | ---------------------------- | ---------------- |
| 2016 | Os Dez Mandamentos - O Filme | Damarina         |
| 2024 | Maníaco do Parque            | Estela Magalhães |

## Teatro
| Ano  | Título                  | Personagem     |
| ---- | ----------------------- | -------------- |
| 2018 | Jovem Estudante Procura | Maria da Penha |
| 2018 | Sobre Anjos e OVNIS     | [ 11 ]         |

## Prêmios e indicações
| Ano  | Prêmio                  | Categoria    | Trabalho                   | Resultado | Ref |
| ---- | ----------------------- | ------------ | -------------------------- | --------- | --- |
| 2018 | Prêmio Jovem Brasileiro | Melhor Atriz | Malhação: Viva a Diferença | Indicada  |     |